# Programowanie uogólnione
Programowanie uogólnione (rodzajowe, generyczne, z ang. generic programming) – jeden z paradygmatów programowania. Programowanie uogólnione pozwala na pisanie kodu programu, w językach typowanych statycznie, bez wcześniejszej znajomości typów danych, na których kod ten będzie pracował. Obecnie wiele języków programowania ma możliwość wykorzystywania uogólnień, np. C++, D, Java oraz Haskell.
Programowanie uogólnione ma bliski związek z metaprogramowaniem, w przeciwieństwie jednak do niego nie wymaga od programisty generowania kodu w sposób jawny.
Programowanie uogólnione umożliwia w pewnym sensie językom statycznie typowanym polimorfizm typów.
W językach C++ czy D programowanie uogólnione umożliwiają szablony. W językach Java, C#, Visual Basic .NET, Haskell, Eiffel, TypeScript służą do tego typy generyczne (lub inaczej uogólnione).